# عارف قلی‌زاده
عارف قلی‌زاده پیشکسوت و مدافع سابق تاج و تیم ملی ایران بین سالهای ۱۳۴۰–۱۳۲۰ می‌باشد. او توسط علی دانایی فرد کشف شد و به تیم بزرگسالان دوچرخه سواران راه یافت. سپس با درخشش خود به تیم ملی فراخوانده شد و توانست در طول دوران فوتبال خود ۱۲ بازی ملی انجام دهد. عارف قلی‌زاده در سال ۱۳۴۲ پس از ۱۸ سال بازی در لباس تاج از فوتبال کناره گرفت. او به قصد مربیگری به کشورهای امارات و سوئیس رفت.
عارف قلی‌زاده از پیشکسوتان فراموش شده دهه‌های آغازین فوتبال ایران و تیم تاج محسوب می‌شد. او از آخرین هم نسلان خود در تیم تاج بود که سرانجام در ۲۵ فروردین ۱۳۹۴ در ۷۷ سالگی درگذشت.

## کودکی
عارف قلی‌زاده متولد ۱۳۱۷ تبریز می‌باشد. قلی زده در مورد سن خود می‌گوید: «البته شناسنامه من را دیر گرفته‌اند. فکر می‌کنم ده یازده سال پیرتر باشم.»
او در ۱۰ سالگی به تهران آمده و در محله سنگلج ساکن شده‌است.

## دوران فوتبال

### کشف
او چون سایر هم نسلان خود از کوچه و خیابان فوتبال را شروع کرد. در کودکی مورد توجه علی دانایی فر قرار گرفت و به تیم تاج تهران آمد. او بعد از ۱۸ سال بازی برای تیم تاج از فوتبال کناره گرفت و در پس آن در مقطعی کوتاه به عنوان مربی در کشورهای امارات و سوئیس به فعالیت پرداخت. او از پیشکسوتان فراموش شده فوتبال ایران و از آخرین بازیکنان باقی‌مانده از تیم دهه ۳۰ ایران است.

### دوران باشگاهی
عارف قلی‌زاده در پست دفاع به مدت ۱۸ سال برای تاج بازی کرد. او به دلیل موفقیت‌هایش در پیکارهای هوایی و قدرت سر زنی اش به عارف سر طلایی مشهور شد.

### دوران ملی
در سال ۱۳۲۷ و در ۱۸ سالگی حسین صدقیانی او را به تیم ملی دعوت کرد. در بازیهای آسیایی ۵۱ دهلی نو با تیم ملی به هندوستان رفت و با شکست در دیدار فینال به مقام نایب قهرمانی این بازیها دست یافت.

### پس از بازنشستگی
عارف قلی‌زاده در سال ۱۳۴۲ اعلام بازنشستگی کرد و به قصد مربیگری به دوبی و تیم شیخ راشد رفت. اما در آنجا دوامی نداشت و به سوئیس رفت. او بعد از مدتی مربیگری را کنار گذاشت و در شغل آزاد مشغول به کار شد.
او از پیشکسوتان گمنام و فراموش شده فوتبال ایران و تیم تاج تهران محسوب می‌شود. در تاریخ ۱۳۹۱/۶/۲۰ در مصاحبه با برنامه نود از گذشتهٔ شنیده نشدهٔ خود و فوتبال ایران در دهه ۲۰ و ۳۰ گفت و مورد توجه رسانه‌ها و مردم قرار گرفت.

## درگذشت
عارف قلی‌زاده در ۲۵ فروردین ۱۳۹۴ در ۷۷ سالگی درگذشت.